# Alsómattyasóc
Alsómattyasóc (szlovákul Nižné Matiašovce) Mattyasóc településrésze, korábban önálló falu Szlovákiában, a Zsolnai kerületben, a Liptószentmiklósi járásban.

## Fekvése
Liptószentmiklóstól 13 km-re északnyugatra fekszik. Mattyasócnak a déli, nagyobbik részét képezi.

## Története
Az itt fekvő falut először Felsőszélnyének nevezték és csak 1348-tól viseli első tulajdonosának nevét. A 14. század végén már két falu, Alsó- és Felsőmattyasóc feküdt a területén. A korábbi Felsőszélnye lett Felsőmattyasóc, míg Mátyásfalvából Alsómattyasóc.
Alsómattyasóc templomát már 1356-ban említik. 1412-ben „Mathye villa”, 1462-ben „Mathiassfalawa” néven említik. A 15. és 19. század között a két falu közös igazgatás alatt állt egy bíró irányítása alatt. A jobbágyok mellett szabad emberek és nemesek is éltek itt. Két nemesi kúriája volt. Nemesi faluként nagyrészt a Mattyasovszky család birtoka. A családnak kiterjedt birtokai voltak Sáros, Nógrád, Zemplén és Trencsén vármegyékben is. Lakói az idők során elszegényedtek, zselléri sorba süllyedtek. 1584-ben Alsómattyasócon négy nemesi kúria állt. A 16. században a Mattyasovszky család költségén épült fel a Szent László templom. Később a lakosok többségben az ellenreformáció hatására újra katolikusok lettek. A 17. századtól működött a falu iskolája is, melynek tanítója volt egyúttal a falu jegyzője is. 1628-ban „Also Matiassowcze” néven találjuk. 1784-ben Alsómattyasócnak 31 háza és 233 lakosa volt.
A 18. század végén Vályi András így ír róla: „Alsó, és Felső Matyasócz. Két tót falu Liptó Várm. földes Ura Matyasovszky Uraság, lakosai katolikusok, fekszenek N. Palugyához 1 mértföldnyire, határbéli földgyeik jól termők, réttyeik, legelőjök elég, erdője kevés.”
1828-ban 31 háza és 256 lakosa volt. A 19. században árvizek okoztak nagy károkat.
Fényes Elek 1851-ben kiadott geográfiai szótárában így ír a faluról: „Matyasócz (Alsó), Dolna Matyasovce, tót falu, Liptó vmegyében, 227 kath., 21 evang., 8 zsidó lak. Kath. paroch. templom. Ut. p. Bertelenfalva.”
A 20. század elején egy tűzvészben 20 ház égett le. Ebben az időben sokan vándoroltak ki Amerikába, illetve Pestre és Bécsbe dolgozni. Lakói főként mezőgazdasággal foglalkoztak. 1910-ben 190, túlnyomórészt szlovák lakosa volt. A trianoni diktátumig Liptó vármegye Németlipcsei járásához tartozott.

## Nevezetességei
Szent László temploma a 16. század elején épült, 17. századi lőrésekkel, sarokbástyákkal ellátott erődfal védi.

## Lásd még
- Mattyasóc
- Felsőmattyasóc